# Харшница
Харшни́ца, до 2004 года — Харшни́ца-Весь (пол. Charsznica) — деревня в Польше в сельской гмине Харшница Мехувского повета Малопольского воеводства.
Современная сельская гмина Харшница получила своё наименование в 1973 году от названия села «Мехув-Харшница», которое в 1973 году было переименовано в «Харшницу». Современная деревня Харшница в 1973 году называлась как «Харшница-Весь». В июне 2004 года село было переименовано в «Харшницу», а селу «Мехув-Харшница», которое до 1973 года называлось как «Харшница», было возвращено его прежнее название.
Из-за того, что современное село Мехув-Харшница, которое является административным центром гмины Харшница, долгое время носило наименование «Харшница», а также в связи с тем, что на территории Мехува-Харшницы находится железнодорожная станция «Харшница», местные жители по-прежнему часто называют и отождествляют Мехув-Харшницу с деревней Харшница.
В 1975—1998 годах деревня входила в состав Келецкого воеводства.

## Достопримечательности
- Церковь Пресвятой Девы Марии Рохария.